# Scottish Chamber Orchestra
The Scottish Chamber Orchestra (SCO) är en offentligt finansierad kammarorkester i Skottland, grundad 1974 med säte i Edinburgh.
Orkestern är en av Skottlands fem offentligt finansierade nationalensembler inom scenkonst med omkring 38 musiker och har vunnit internationellt erkännande, benämnd som en av världens främsta kammarorkestrar. Förutom regelbunden turnerande verksamhet runt om i Skottland har orkestern ofta gästspelat i övriga Storbritannien (bland annat återkommande vid BBC Proms), vid festivaler och internationellt i bland annat Europa, USA och Indien. Man har också gjort drygt 150 skivinspelningar, flera prisbelönta, och har även unika publikpedagogiska program för barn och vuxna såsom SCO Connect. I anslutning till orkestern finns även en kör, Scottish Chamber Orchestra Chorus, som dels har egen verksamhet och dels uppträder tillsammans med orkestern.
Efter ett långvarigt samarbete med den framstående dirigenten Sir Charles Mackerras och ett flertal andra är sedan 2009 Robin Ticciati orkesterns chefsdirigent. Man har genom åren samarbetat nära med ett flertal kompositörer och beställt över 100 verk av bland andra Sir Peter Maxwell Davies, Mark-Anthony Turnage, Sally Beamish, Einojuhani Rautavaara och svenska Karin Rehnqvist, som 2000–2004 var composer in residence hos orkestern.